# Jules Jacot-Guillarmod
Pour le père (1828-1889), peintre, voir Jules Jacot Guillarmod (peintre).
Jules Jacot-Guillarmod est un médecin, alpiniste et photographe suisse né le 24 décembre 1868 à La Chaux-de-Fonds et mort le 5 juin 1925 dans le golfe d'Aden. Alpiniste, il se fait notamment connaître pour ses ascensions dans les Alpes suisses et surtout pour sa participation à deux expéditions dans l'Himalaya.

## Biographie
Né à La Chaux-de-Fonds en 1868, Jules Jacot-Guillarmod est le fils du peintre suisse Jules Jacot-Guillarmod (1828-1889). Il suit avec succès des études de médecine à Lausanne et à Zurich entre 1888 et 1895. Diplômé en 1895, il s'établit comme médecin généraliste à Corsier, de 1898 à 1902, à Lignières, de 1904 à 1910 puis à Saint-Blaise, de 1910 à 1912, exerçant son activité professionnelle en alternance avec ses expéditions en montagne. En 1907, il épouse Madeleine Bovet. Dès 1912, il dirige la clinique psychiatrique située au château de Prilly et en 1920, le couple achète le château après un déménagement de la clinique à Vennes entre 1915 et 1920,.
Pendant ses séjours en Suisse, il parcourt fréquemment les Alpes avec ses camarades du Club alpin suisse tout en donnant de nombreuses conférences commentant ses expéditions et publiant régulièrement des articles pour des journaux et revues suisses,. Jules Jacot-Guillarmod est d'ailleurs très actif au sein de différents groupes : il est nommé président de la section des Diablerets du Club alpin suisse de 1915 à 1917, puis il est président de l'Association suisse des sociétés de géographie de 1917 à 1920. Différentes récompenses honorifiques couronnent ses exploits : il reçoit en 1920 le rang d'officier de l'ordre de Saint-Charles par Albert Ier de Monaco, lors du Congrès de l'Alpinisme à Monaco et en 1925, le roi Fouad Ier d'Égypte le nomme Grand Officier de l'Ordre du Nil lors du Congrès international de géographie au Caire.

### Premières ascensions

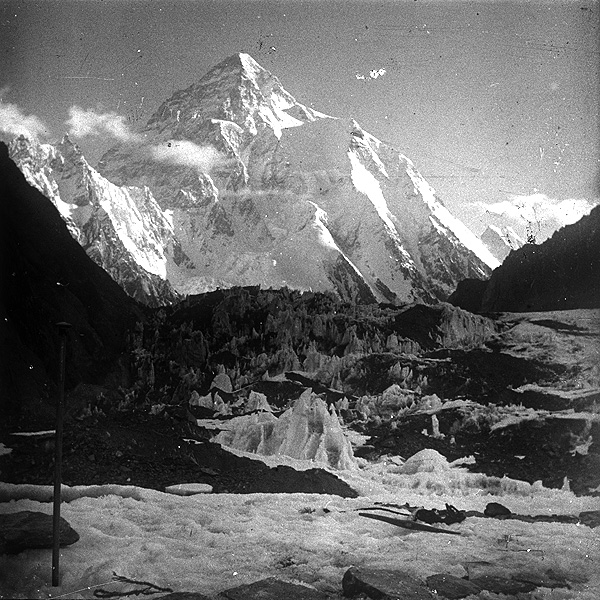
Le K2 pris en photo par Jules Jacot-Guillarmod

C'est en 1889 lors d'une escapade entre amis dans la région de Fribourg que Jules Jacot-Guillarmod gravit son premier sommet à 2 169 mètres d'altitude. Début 1890, il achète un piolet et fait le tour du Mont-Blanc. En 1893, Jules Jacot-Guillarmod entreprend l'ascension de la Jungfrau, son premier sommet à 4 000 mètres, accompagné d'un professeur et d'un groupe d'étudiants. Le 12 juin 1897, faisant le parcours de Martigny à Chamonix à bicyclette avec deux camarades, il fait l’ascension du Mont-Blanc sans guide. Quelques mois plus tard, en séjour de formation à Paris, il est invité par le Club alpin français (CAF) à donner une conférence et y est accepté peu après comme membre. Ses contacts au sein du CAF mènent à un premier projet d'expédition en Himalaya, toutefois abandonné faute de financement.

### Expéditions dans l'Himalaya

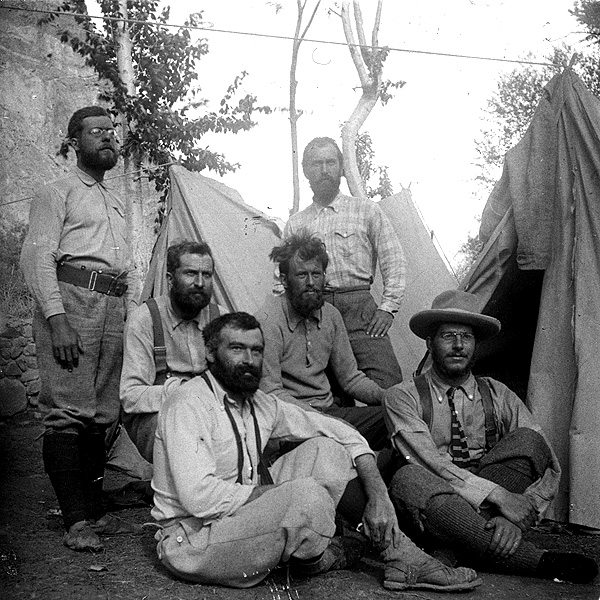
L'expédition du K2 en 1902, Jules Jacot Guillarmod est assis à gauche.

En 1902, Jules Jacot-Guillarmod participe comme médecin à l'expédition organisée par l'Anglais Oscar Eckenstein au Karakoram pour tenter l'ascension du K2. Les autres membres sont deux anglais, dont Aleister Crowley, et deux autrichiens. L'expédition débarque à Bombay le 21 mars 1902 et traverse les Indes jusqu'à Askoley, suivant les cartes tracées dix ans plus tôt par William Martin Conway jusqu’à la Place Concordia. L'expédition est accompagnée par une caravane de 150 porteurs. Le groupe remonte le glacier du Baltoro jusqu'au pied du K2, une région encore jamais atteinte et y reste bloqué presque deux mois sur un camp de base situé à 5 700 mètres d'altitude. Jules Jacot-Guillarmod y fait les premières observations du mal de la montagne : migraines, perte d'appétit, nausées, etc., cependant il ne parvient pas à faire le lien entre l'altitude et ces maux. Le 10 juillet 1902, il part en reconnaissance avec un membre du groupe et arrive à l'altitude de 6 700 mètres ; ce sera le point le plus haut atteint. Les conditions météorologiques se dégradent les jours suivants et l'un des alpinistes est affligé d'un œdème pulmonaire. Les voyageurs reviennent en traversant l'est de l'Inde, le séjour dure en tout sept mois. Jules Jacot-Guillarmod rapporte de cette expédition près d'un millier de photographies stéréoscopiques révélant des régions peu ou pas du tout connues à l'époque,.
Après deux ans en Suisse, Jules Jacot-Guillarmod prend l'initiative d'organiser lui-même une expédition visant le Kangchenjunga. Deux Suisses (le Neuchâtelois Charles Reymond et Alexis Pache, de Morges) y participent avec l'écrivain, occultiste et poète anglais Aleister Crowley. À Darjeeling, ils s'adjoignent les services d'un hôtelier italien parlant les langues locales pour faciliter l'organisation. De Darjeeling, le groupe part pour le Sikkim et le Népal. Après la montée par la vallée du Yalung Chu, l'approche du sommet se fait par un glacier très raide : trois porteurs népalais et Alexis Pache perdent la vie en chutant dans une crevasse à une altitude de 6 500 mètres. L'expédition est ainsi arrêtée de manière brutale et  le voyage du retour à travers les montagnes du Sikkim se fait sans Crowley, qui s'est enfui après l’avalanche sans attendre que l'on retrouve le corps des victimes et qui fournit une version de l'accident accablant ses camarades,.

### Autres expéditions
En 1919 le Dr Georges Montandon, ethnologue neuchâtelois, est chargé par le CICR de visiter les camps de prisonniers austro-hongrois en Sibérie. Jules Jacot-Guillarmod fait partie de la mission qui dure neuf mois. Celle-ci passe par les États-Unis et le Japon pour ensuite aller inspecter les camps en Russie. Il rentre en Suisse par la Chine en décembre 1919 après avoir parcouru environ 40 000 kilomètres.
Jules Jacot-Guillarmod participe en 1925 au Congrès international de géographie qui a lieu au Caire. Le congrès terminé, il entreprend une traversée de l'Afrique jusqu'au Cap. Arrivé au lac Victoria, il tombe si gravement malade qu’il décide de rentrer. Il embarque au port de Mombasa mais meurt le 5 juin 1925 en mer d'une myocardite  et il est enterré dans le cimetière Maala à Aden au Yémen.

## Fonds photographique de Jules Jacot-Guillarmod
Le fonds photographique, comprenant quelque 12 000 photos sur plaques vérascopiques, dont 4489 ont été numérisées, illustre en majeure partie les quatre expéditions effectuées successivement en Himalaya, en Sibérie et pendant la remontée du Nil.
Jules Jacot-Guillarmod a également immortalisé de nombreux paysages et scènes dans les Alpes et le Jura, de même que divers sujets de la vie quotidienne dans le premier quart du XXe siècle. Parmi ceux-ci une série qu’il a intitulée Europe comprenant près de 2 700 prises de vue variées, notamment d’excursions en montagne en France et en Suisse, des scènes militaires, des voyages en Suisse, des vues du canton de Neuchâtel et des scènes familiales. Un lot de 100 plaques environ concerne le voyage de noces des Jacot-Guillarmod à Constantinople en 1907, et 120 plaques supplémentaires sont des plaques autochromes illustrant des sujets suisses.
Propriété du Musée de l'Élysée à Lausanne, les plaques de verre stéréoscopiques ont été transmises à la Bibliothèque de la ville de La Chaux-de-Fonds dans le cadre d'un projet de numérisation terminé en 2014. La banque numérique est gérée par la Bibliothèque de la ville.

## Ouvrages et articles de Jules Jacot-Guillarmod
- Journal du 1er janvier 1886 au 27 mai 1925, 74 carnets; Fonds Jacot-Guillarmod, Bibliothèque de la ville de La Chaux-de-Fonds.
- Jules Jacot-Guillarmod, « Nouvel an à la cabane Fridolin », L'Écho des Alpes,‎ 1895, p. 117-131
- Jules Jacot-Guillarmod, « Au Mont-Blanc », L'Écho des Alpes,‎ 1897, p. 249-268
- Jules Jacot-Guillarmod, « Autour de Chanrion », Patrie suisse, no 4,‎ 1897, p. 279-281
- Jules Jacot-Guillarmod, La pellotine chez les aliénés (thèse de doctorat), 1897
- Jules Jacot-Guillarmod, Album des cabanes du Club Alpin Suisse, Berne, Schmidt & Francke, 1898
- Jules Jacot-Guillarmod, « Dans les Alpes de la Suisse primitive », L'Écho des Alpes,‎ 1896, p. 211-217 et 335-345
- Dans l'Himalaya, Suisse libérale, 1902, numéros 107 (9 mai), 108 (10 mai), 121 (26 mai), 122 (27 mai), 158 (8 juillet), 159 (9 juillet), 166 (17 juillet), 167 (18 juillet), 184 (7 août), 209 (5 septembre), 210 (6 septembre), 219 (17 septembre), 220 (18 septembre)
- Jules Jacot-Guillarmod, « Un record dans l'Himalaya », Jahrbuch des Schweizer Alpen Club, no 38,‎ 1902-1903, p. 212-227
- Jules Jacot-Guillarmod, Six mois dans l'Himalaya, le Karakorum et l'Hindu-Kush : voyages et explorations aux plus hautes montagnes du monde, Neuchâtel, W. Sandoz, 1904
- Jules Jacot Guillarmod, Six mois dans l'Himalaya : 1902 – Le Karakorum et l'Hindu-Kush, voyages et explorations aux plus hautes montagnes du monde, Neuchâtel, Chaman, 2019
- Jules Jacot-Guillarmod, « Vers le Kangchinjunga (8585m), Himalaya népalais », Jahrbuch des Schweizer Alpen Club, no 41,‎ 1905-1906, p. 190-205
- Jules Jacot-Guillarmod, « Au Mönch (4105m) par l'arête nord-ouest », Jahrbuch des Schweizer Alpen Club, no 43,‎ 1907-1908, p. 364-371
- Jules Jacot-Guillarmod, « Crampons et piolets », Jahrbuch des Schweizer Alpen Club, no 45,‎ 1909-1910, p. 344-353
- Jules Jacot-Guillarmod, « Au Kangchinjunga : voyages et explorations dans l'Himalaya du Sikhim et du Népal », L'Écho des Alpes,‎ 1914, p. 389-406
- Jules Jacot-Guillarmod, « À l'assaut des plus hauts sommets du monde », L'Écho des Alpes,‎ 1921, p. 337-350
- Jules Jacot-Guillarmod, « Les grottes des Dentaux », Bulletin de la Société vaudoise des sciences naturelles, no 203,‎ 1921, p. 193-204
- Jules Jacot-Guillarmod, « Les résultats de l'expédition de l'Everest en 1921 », L'Écho des Alpes,‎ 1922, p. 117-120
- Jules Jacot-Guillarmod, « Esquisses topographiques du Chogori ou K2 et du Kangchinjunga (Himalaya) », Bulletin de la Société neuchâteloise de Géographie, vol. XXXIV,‎ 1925, p. 34-37